# Bunt – niezależne pismo młodzieżowe
BUNT – młodzieżowe wydawnictwo podziemne. Od września 1984 wydawcą „BUNTU” była Federacja Młodzieży Walczącej. Pismo wychodziło w Warszawie od stycznia 1984 do września 1984 roku. 
Ostatni, trzeci numer „BUNTU” zawierał m.in. oficjalny komunikat o powstaniu Federacji Młodzieży Walczącej, który przekazany został przez Radio Wolna Europa oraz pisma podziemne „Wola” oraz „Tu, teraz”. Mimo redakcyjnej deklaracji o udostępnieniu „BUNT-u” na potrzeby Federacji Młodzieży Walczącej, podjęto decyzję zawieszeniu pisma i stworzeniu zupełnie nowych tytułów, którymi były:
- „FMW” – gazeta nigdy się nie ukazała z powodu zaginięcia makiet pierwszych trzech numerów,
- „Serwis Informacyjny CZI FMW” – pierwsze regularne pismo Federacji Młodzieży Walczącej, wychodzące od 13 listopada 1984 do lipca 1985,
- „Nasze Wiadomości” – wydawany od 23 lutego 1985 (numer antydatowany) miesięcznik FMW, który od „Serwisu Informacyjnego CZI FMW” przejął rolę organu prasowego Komitetu Założycielskiego FMW[1].

W skład redakcji wchodziły m.in. nieznane osoby podpisujące się pseudonimami „Klaudyna”, „Karolina”, „Klaudyna”, „Aureliusz”, „Justyna”, „Kal”, „Olaf”, „Telpsychora” oraz Jacek „Wiejski” Górski, Tomasz „Kornel” Roguski. Za skład i druk odpowiadali m.in.: Jacek „Wiejski” Górski, Tomasz „Kornel” Roguski. Nakład był zmienny, do kilku tysięcy egzemplarzy, format A4, technika drukarska – sitodruk.
Egzemplarze archiwalne Buntu dostępne są w Archiwum FMW utworzonym przez Stowarzyszenie FMW oraz Fundację Ośrodka Karta.